# Пасьян, Карина
Кари́на Пасья́н (англ. Karina Pasian, исп. Karina Pasián; род. 18 июля 1991) — американская певица, автор песен, пианистка.

## Жизнь и карьера
Карина Пасьян родилась в Нью-Йорк Сити. Имеет доминиканское и армянское происхождение. Родным языком певицы является русский. Также она может петь на английском, испанском, итальянском, арабском, турецком и на французском языках. Впервые начала брать уроки игры на фортепиано в возрасте 3 лет вместе со своей няней. Начала обучение классическому фортепиано в детском саду. В возрасте восьми лет начала обучаться вокалу и посещала Professional Performing Arts School вместе с Тейлор Момсен и Марком Инделикато.
В 2003 году Пасьян встретилась с Куинси Джонсом, который пригласил её семью в свой дом в Бель-Эйр, Калифорния. Спустя некоторое время Пасьян выступила на телешоу Star Search, где одержала победу. Также она появилась в концертной программе Джонса — We Are The Future, которая проходила в Риме. 22 июня 2007 Пасьян выступила в Белом Доме для президента Джорджа Буша, во время церемонии Black Music Month. Она стала первой персоной доминиканского происхождения, которой удалось там выступить.
Когда певице было 13 лет, сразу три крупные звукозаписывающие компании боролись между собой за право заключить с ней контракт: Def Jam, Interscope и Bad Boy Records. В 2006 году она подписала контракт с лейблом Def Jam. 19 августа 2008 года, вышел дебютный альбом певицы — First Love. Первый выпущенный сингл с этого альбома «16 @ War» имел умеренный успех и получил определённую ротацию на радиостанциях. Второй сингл с альбома — «Can’t Find the Words» был наиболее успешным и сумел достичь 88-го места в чарте Billboard Hot R&B/Hip Hop Singles chart. Спустя год альбом получил премию «Грэмми» взяв награду в области «Лучший альбом современного R&B».
После номинации на «Грэмми» в дополнение к записыванию новых кавер-версий для её канала на YouTube она также провела гастроли. Новый цифровой сингл «Halo» (кавер-версия хита Бейонсе) был выпущен в 2009 году. Следующий же материал был выпущен только в 2011 году. 12 декабря того же года Пасьян выпустила новый мини-альбом, Trips to Venus EP, Vol. 1 — Holiday Edition.
В 2012 году Пасьян совместно со Скай Таунсенд записала сингл «Go Fish», а затем и видеоклип на эту песню, который был срежиссирован Робертом Таунсендом и снят в Лос-Анджелесе. В 2013 году она выпустила новый цифровой сингл «Fall in Love Again», который должен был стать первым синглом следующего мини-альбома Trips to Venus EP, Vol. 2, выпуск которого планировался, но был отменён. 29 апреля 2014 года специальный выпуск первого мини-альбома был позже выпущен для iTunes и других цифровых сервисов. В этой версии «The Christmas Song» была заменена акустической версией «Slow Motion» — одной из её дебютных песен.

## Личная жизнь
В течение нескольких лет Карина встречается с актёром Джеймсом Уильямсом Тайлером.

## Дискография

### Альбом
| Название   | История релиза                                                                | Позиция в чартах | Позиция в чартах | Сертефикации (количество продаж) |
| Название   | История релиза                                                                | U.S.             | U.S. R&B         | Сертефикации (количество продаж) |
| ---------- | ----------------------------------------------------------------------------- | ---------------- | ---------------- | -------------------------------- |
| First Love | - Выпущен:19 августа 2008 - Лейбл: Def Jam - Формат: CD, цифровая дистрибуция | 57               | 11               | 28,408+                          |

### EP
| Название                                    | История релиза                                                                     | Позиция в чартах | Позиция в чартах | Сертификации (количество продаж) |
| Название                                    | История релиза                                                                     | U.S.             | U.S. R&B         | Сертификации (количество продаж) |
| ------------------------------------------- | ---------------------------------------------------------------------------------- | ---------------- | ---------------- | -------------------------------- |
| Trips to Venus EP, Vol. 1 — Holiday Edition | - Выпущен: 12 декабря 2011 - Лейбл: VY Records, LLC - Формат: цифровая дистрибуция | -                | -                |                                  |
| Trips to Venus EP, Vol. 1 — Special Edition | - Выпущен: 29 апреля 2014 - Лейбл: VY Records, LLC - Формат: цифровая дистрибуция  | -                | -                |                                  |

### Синглы
| Название                | Год  | Позиция в чартах | Позиция в чартах | Альбом                                 |
| Название                | Год  | U.S.             | U.S. R&B         | Альбом                                 |
| ----------------------- | ---- | ---------------- | ---------------- | -------------------------------------- |
| «16@War»                | 2008 | —                | —                | First Love                             |
| «Can’t Find the Words»  | 2008 | —                | 88               | First Love                             |
| «First Love»            | 2008 | —                | —                | First Love                             |
| «Winner»                | 2008 | —                | —                | First Love                             |
| «Halo»                  | 2009 | —                | —                | Halo — Digital Single                  |
| «Perfectly Different»   | 2011 | —                | —                | Trips to Venus EP, Vol. 1              |
| «The Christmas Song»    | 2011 | —                | —                | Trips to Venus EP, Vol. 1              |
| «America the Beautiful» | 2011 | —                | —                | America the Beautiful — Digital Single |
| «Fall In Love Again»    | 2013 | —                | —                | Trips to Venus EP, Vol. 2              |

### Видеоклипы
- 16@War (2008)
- Can’t Find the Words (2008)
- When You’re In Love (2012)
- It’s Whatever (2012)